# Zrcalica
Zrcalica  (leguzija; lat. Legousia), rod jednogodišjeg raslinja iz porodice zvončikovki, dio tribusa Campanuleae. Pripada mu 7 vrsta iz Europe, dijelova Azije i sjeverne Afrike. U Hrvatskoj postoje 3 vrste, srpasta, križana i venerina zrcalica

## Vrste
1. Legousia falcata (Ten.) Janch., srpasta zrcalica
2. Legousia hybrida (L.) Delarbre, križana zrcalica
3. Legousia juliani (Batt.) Briq.
4. Legousia scabra (Lowe) Gamisans
5. Legousia snogerupii Biel & Kit Tan
6. Legousia speculum-veneris (L.) Chaix, venerina zrcalica
7. Legousia skvortsovii Proskur.